# Oppunda och Villåttinge domsaga
Oppunda och Villåttinge domsaga var en domsaga i Södermanlands län. Den bildades den 1 januari 1879 (enligt beslut den 18 maj 1878) genom delningen av Kungadömets domsaga och upplöstes 1971 i samband med tingsrättsreformen i Sverige. Domsagan överfördes då till Katrineholms tingsrätt.
Till och med 1936 kallades domsagan Oppunda och Villåttinge häraders domsaga.
Kansliorten var Katrineholm och tingsställen var Katrineholm (1959: måndagar samt varannan tisdag med början tisdagen efter första måndagen) och Malmköping (1959: övriga tisdagar med början veckan efter första tinget i Katrineholm). Ting med tremansnämnd fanns i Katrineholm (1959: första måndagen i augusti) och Malmköping (1959: tredje måndagen i augusti).
Domsagan lydde under Svea hovrätts domkrets.

## Tingslag
Antalet tingslag var först två men minskades till ett den 1 januari 1948 (enligt beslut den 10 juli 1947) då Oppunda tingslag och Villåttinge tingslag slogs ihop för att bilda Oppunda och Villåttinge domsagas tingslag.

### Från 1879
- Oppunda tingslag
- Villåttinge tingslag

### Från 1948
- Oppunda och Villåttinge domsagas tingslag

## Häradshövdingar
| Ämbetstid                                       | Namn                                     | Levnadstid |
| ----------------------------------------------- | ---------------------------------------- | ---------- |
| (fullmakt 30 december 1878) 1879-1901           | Erik Vilhelm Casimir Planting-Gyllenbåga |            |
| (fullmakt 28 februari 1902) 1902-1929           | Erik Jakob Hagströmer                    | ?-1929     |
| (fullmakt 31 januari 1930) 1930-1950            | Carl Albert Brycker                      |            |
| (fullmakt 15 september 1950) 1950-tidigast 1951 | Sture Mauritz Svensson                   |            |